# Lotus creticus
Lotus creticus är en ärtväxtart som beskrevs av Carl von Linné. Lotus creticus ingår i släktet käringtänder, och familjen ärtväxter. Inga underarter finns listade i Catalogue of Life.
Kronbladen är gula.

## Bildgalleri

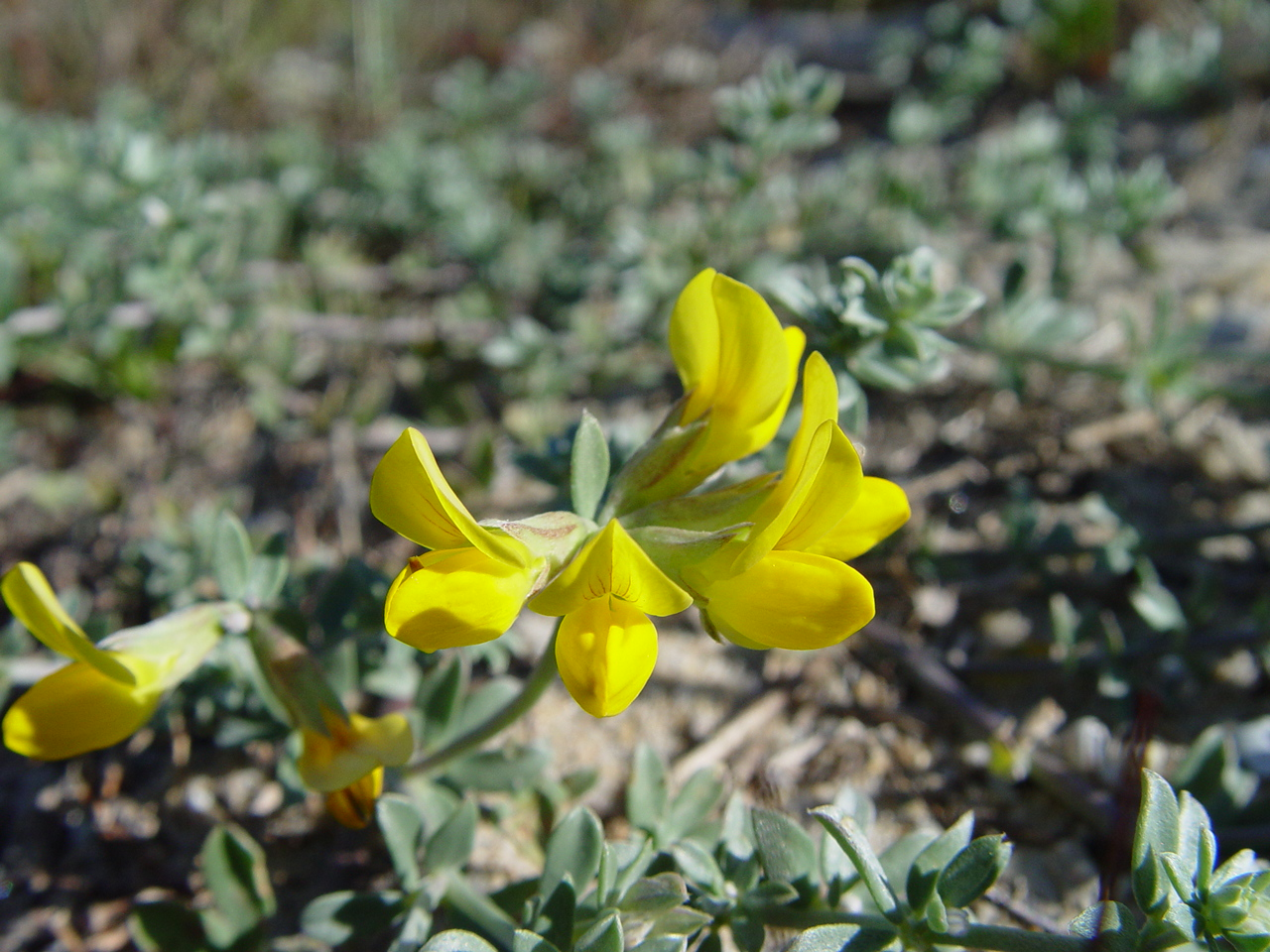
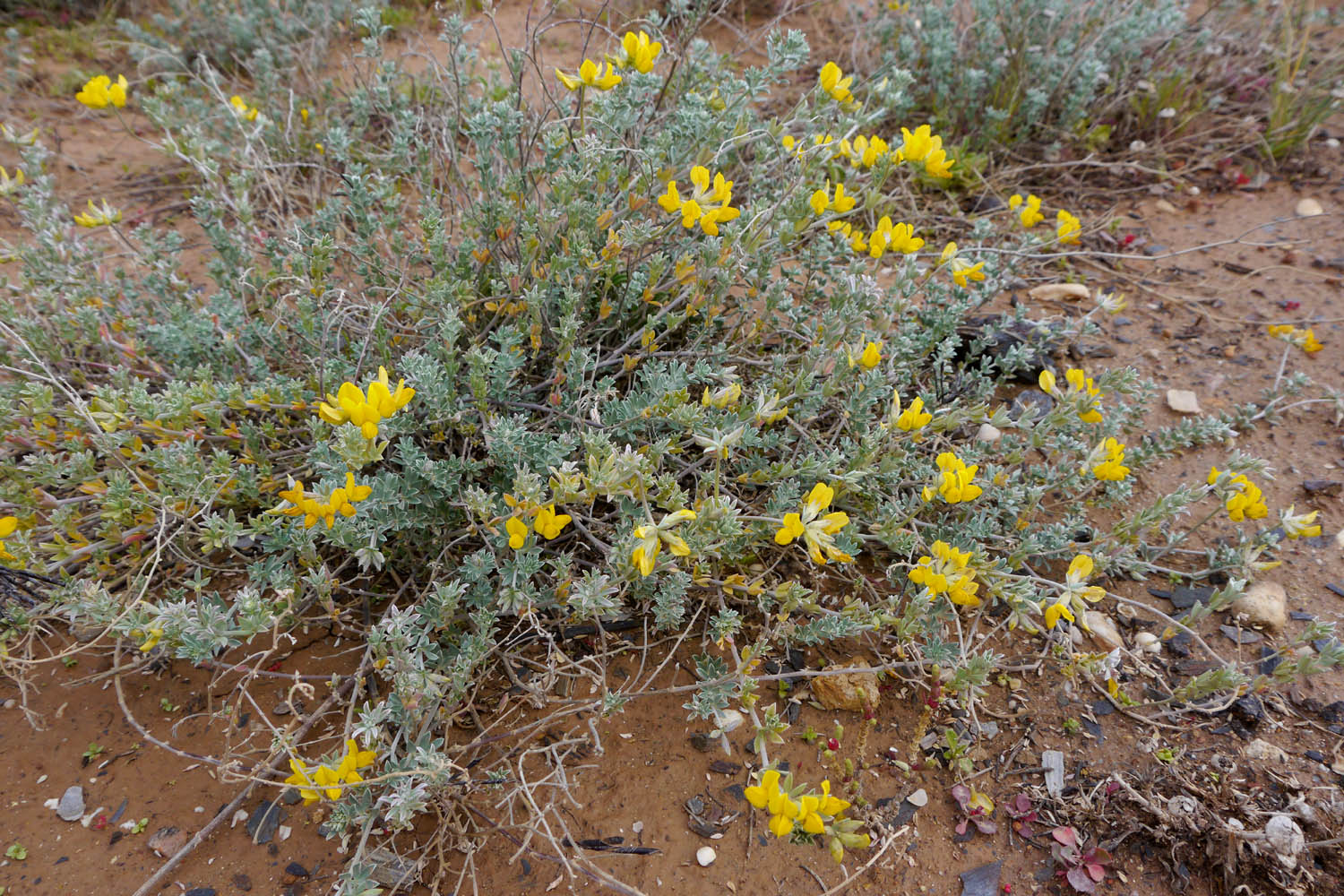
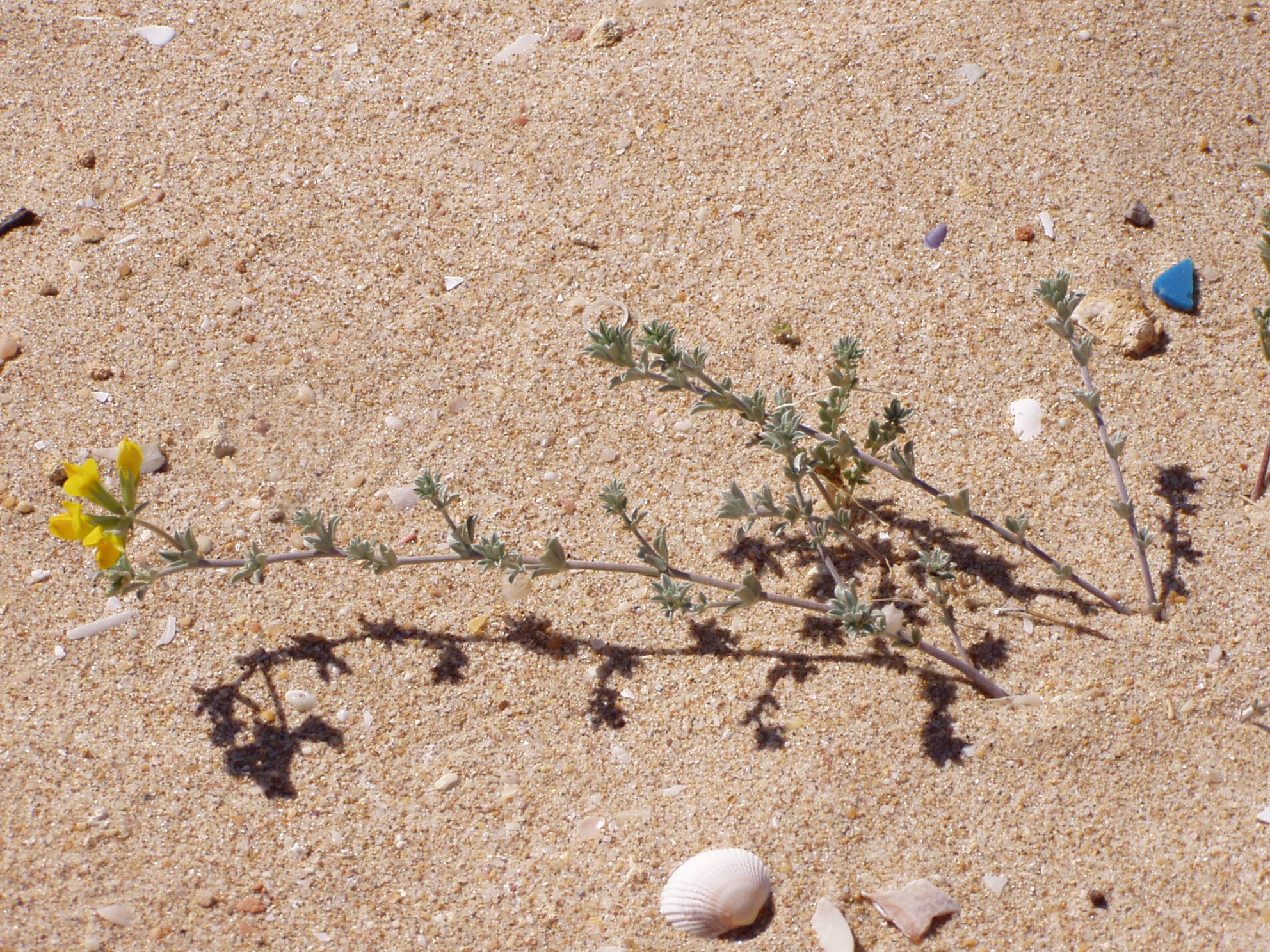
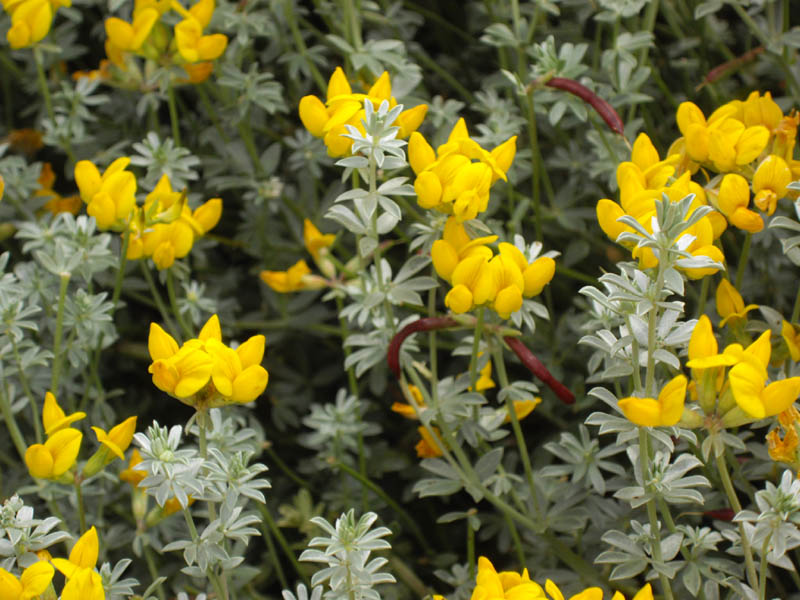
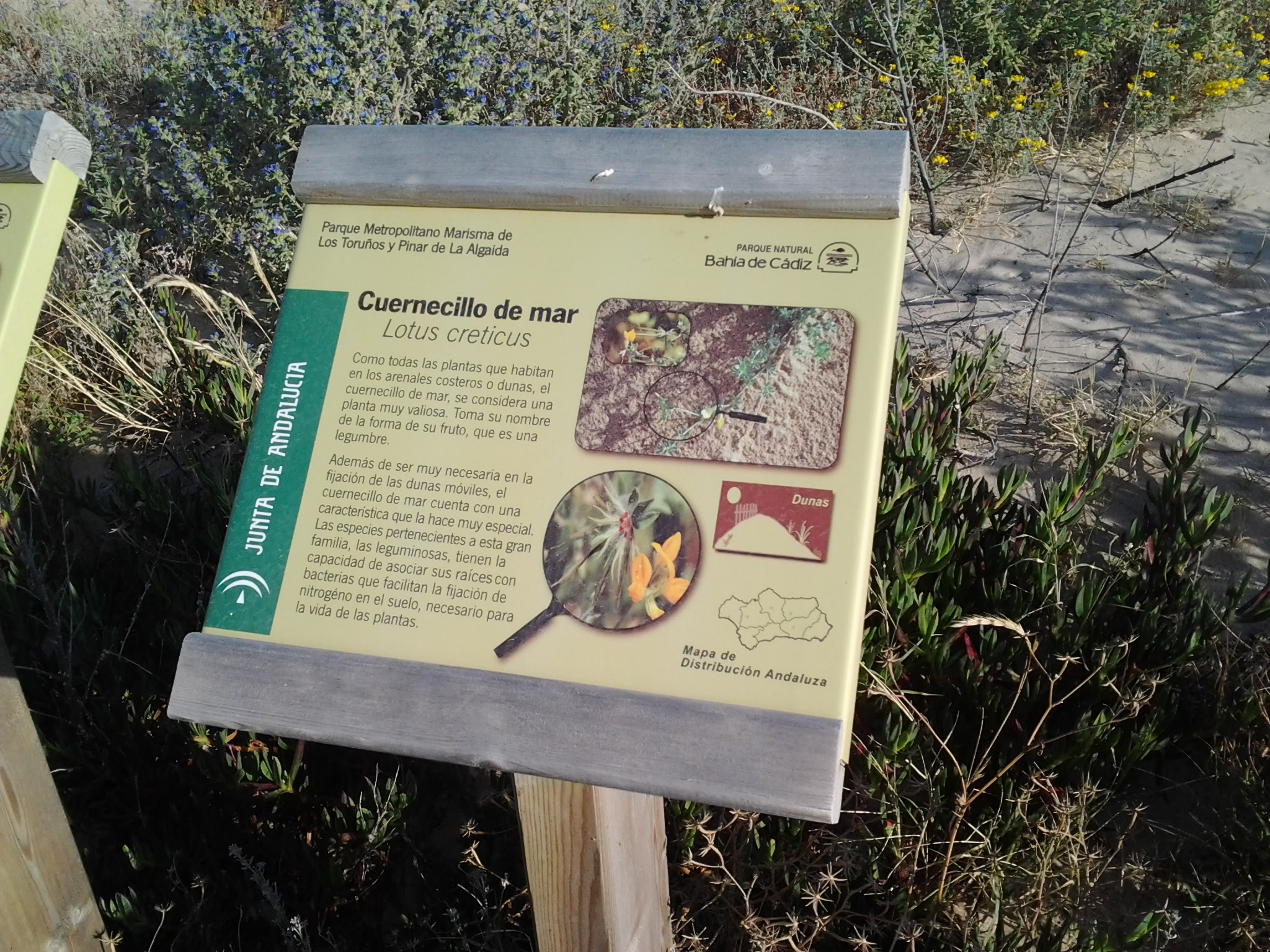
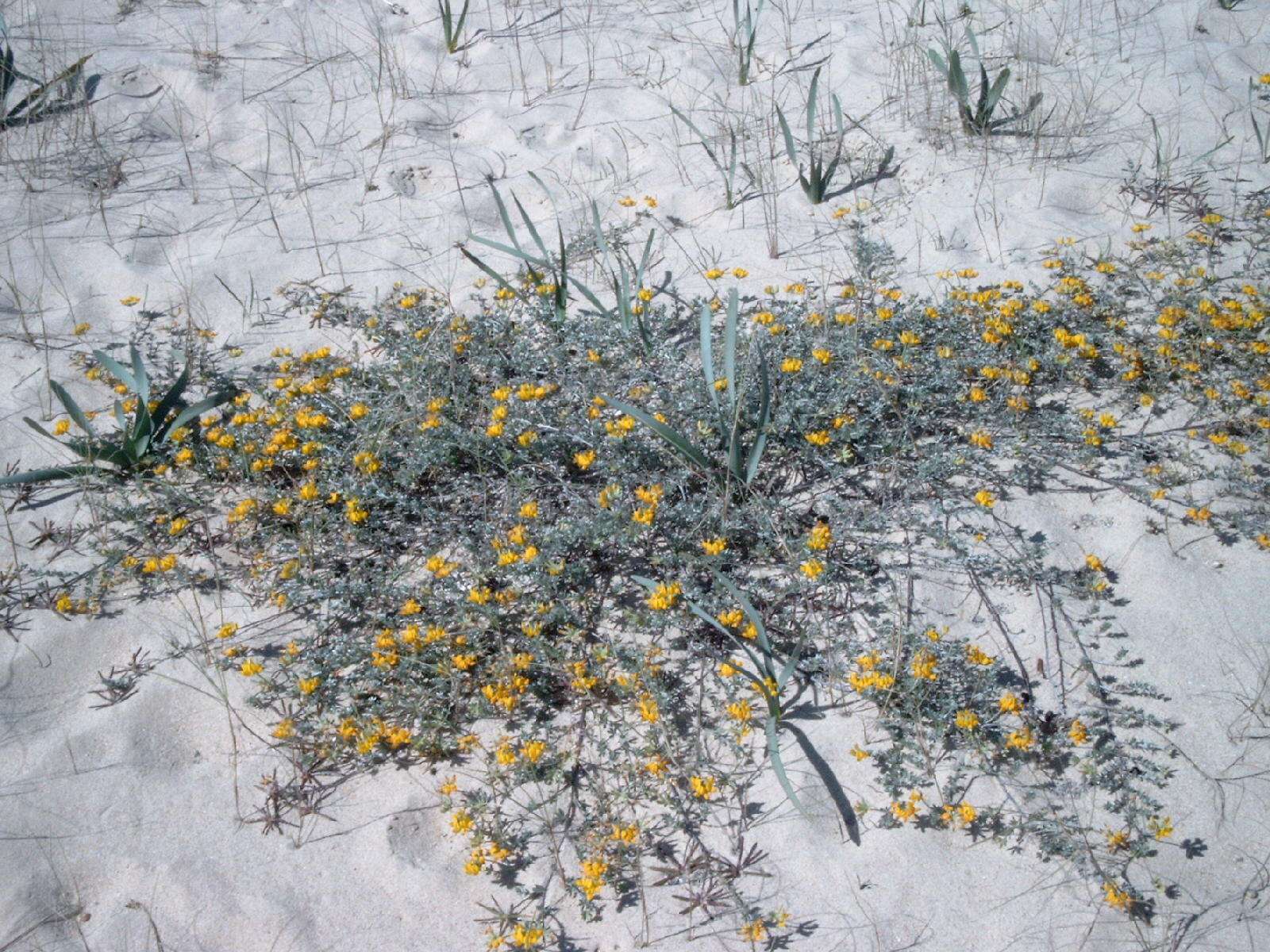